# Alla andra gör det
Alla andra gör det är en EP av rockgruppen Babian, utgiven den 3 februari 2023 via HepTown Records. EP:n innehåller singeln Spela tuff och är producerat och inspelat av Babian själva i deras replokal under Covid-19-pandemin.

## Mottagande
EP:n fick generellt ett väldigt svalt mottagande i media men nätmagasinet HYMN gav det ett högt betyg.

## Låtlista
| Nr           | Titel                | Text          | Musik                       | Längd |
| ------------ | -------------------- | ------------- | --------------------------- | ----- |
| 1.           | Spela tuff           | Tobias Allvin | Tobias Allvin, Anders Baeck | 2:43  |
| 2.           | Medelålders och naiv | Tobias Allvin | Tobias Allvin               | 3:22  |
| 3.           | Dåliga vanor         | Tobias Allvin | Tobias Allvin               | 3:25  |
| 4.           | Du trycker för hårt  | Tobias Allvin | Tobias Allvin               | 3:26  |
| 5.           | Ögontjänare          | Tobias Allvin | Tobias Allvin, Anders Baeck | 1:57  |
| 6.           | Alla andra gör det   | Tobias Allvin | Tobias Allvin               | 2:50  |
| Total längd: | Total längd:         | Total längd:  | Total längd:                | 17:45 |

## Medverkande
- Tobias Allvin - sång, gitarr
- Conny Andersson - gitarr, sång
- Anders Baeck - trummor, sång
- Christian Norefalk - bas[4]